# Protoparmelia ryaniana
Protoparmelia ryaniana är en lavart som beskrevs av van den Boom, Sipman & Elix. Protoparmelia ryaniana ingår i släktet Protoparmelia och familjen Parmeliaceae.   Inga underarter finns listade i Catalogue of Life.